# 弾指
弾指（だんし、たんじ、梵: अच्छटा Acchaṭā）は、
1. 仏教で指を弾くこと[1]。通常は曲げた人差し指を親指の腹で弾き、親指が中指の横腹に当る。慣れた人はパチッと音が出る。許諾、歓喜、警告、入室の合図などを表す。また場合によっては排泄後などの不浄を払う意味で行う。これが後に爪弾（つまはじ）きといわれ、嫌悪や排斥の気持ちを表すことになった。この行為から以下の時間的概念が生まれた。主に禅宗などで行われる。元は密教の行法の一つだったが、縁起直し、魔除けの所作として僧以外の人々に広まった。『土佐物語』など多くの古典に現れる[3]。
2. 「指で弾くほどのきわめて短い時間」を表す仏教用語[4]。一弾指で六十五刹那。一弾指を「弾指之頃」（たんじのきょう）と呼ぶ[4]。一万二千弾指が一昼夜を表す[1]。